# Rift Valley-feber
Rift Valley-feber eller RVF är en blödarfeber som orsakas av phlebovirus, ett slags bunyavirus och är en virussjukdom som kan orsaka från milda till allvarliga symptom. Milda symptom är bland annat: feber, muskelsmärtor, och huvudvärk vilka ofta håller i sig i upp emot en vecka. Allvarligare symptom kan vara bland annat: förlust av syn med start tre veckor efter infektion, infektion av hjärnan som orsakar svår huvudvärk och konfusion (eller förvirring), eller blödningar  tillsammans med leverproblematik. De som drabbats av blödningar, vilka sker under de första dagarna, löper en hög risk att dö, omkring 50 %.
Sjukdomen orsakas av RVF-viruset, vilket är ett Phlebovirus. Det sprids antingen genom att man kommer i kontakt med djurblod som bär på smittan, att man andas luften kring ett smittat djur som slaktas, genom att dricka rå mjölk från ett smittat djur, eller genom att bli biten av smittade myggor. Djur som ko, får, get och kamel kan vara smittade. Bland dessa djur sprids sjukdomen främst via myggor. Det verkar inte som att människor kan smitta varandra. Diagnos ställs genom fynd av antikroppar mot viruset eller genom att man hittar virus i blodprov.
Prevention sker genom att vaccinera djur mot sjukdomen. Detta måste ske innan ett utbrott eftersom om det sker under ett utbrott kan det förvärra situationen. Att förhindra rörelser av djur under ett utbrott kan också vara fördelaktigt. Även att minska antalet myggor och att undvika myggbett kan vara lämpligt. Det finns ett mänskligt vaccin; dock var det i och med 2010 inte vida tillgängligt. När infektion påträffats finns ingen specifik behandling. Dödligheten hos drabbade människor är låg.
Utbrott eller epidemier av sjukdomen har endast skett i Afrika och på Arabiska halvön. Utbrott sker vanligen under perioder av ökad nederbörd vilket ökat antalet mygg. Sjukdomen rapporterades för första gången bland boskapsdjur i Rift Valley, Kenya på tidigt 1900-tal, med första upptäckt 1912, och viruset isolerades för första gången 1931.

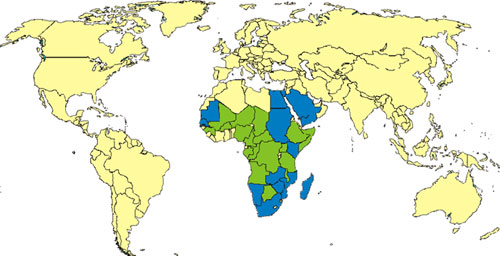
Länder med RVF. I blåmarkerade länder är sjukdomen vanligt förekommande. I grönmarkerade länder förekommer enstaka utbrott.